# Biểu thức (toán học)
Trong toán học, một biểu thức hay biểu thức toán học là một tổ hợp hữu hạn các ký hiệu được tạo thành sao cho đúng dạng theo các quy tắc phụ thuộc vào ngữ cảnh. Ký hiệu toán học có thể là con số (hằng số), biến số, phép toán, hàm số, dấu ngoặc, dấu chấm, hoặc các dấu chỉ ra độ ưu tiên của phép toán cũng như các khía cạnh khác của cú pháp logic.
Nhiều tác giả phân biệt giữa biểu thức và công thức như sau: biểu thức là một đối tượng toán học, còn công thức dùng để chỉ một phát biểu về các đối tượng toán học. Ví dụ như {\displaystyle 2x-1} và {\displaystyle 3x+1} đều là các biểu thức, còn {\displaystyle 2x-1\leq 3x+1} là một công thức. Tuy nhiên, trong toán học hiện đại, cụ thể là đại số máy tính, công thức được xem như biểu thức mà gieo giá trị đúng hoặc sai dựa theo giá trị của các biến trong biểu thức. Với {\displaystyle x} là số thực, {\displaystyle 2x-1\leq 3x+1} sẽ gieo giá trị sai khi {\displaystyle x} bé hơn {\displaystyle -2}, và gieo giá trị đúng với các trường hợp còn lại.

## Ví dụ
Việc sử dụng các biểu thức dao động từ đơn giản:
{\textstyle 3x-1} (đa thức tuyến tính)
{\displaystyle x^{2}-x-1} (đa thức bậc hai)
{\displaystyle {\frac {x^{2}+x}{x^{3}-1}}} (phân thức hữu tỷ)
cho đến phức tạp:
{\displaystyle {\frac {\boldsymbol {i}}{22}}\sum _{k=0}^{\infty }s_{11A}(k){\frac {221k+67}{(-44)^{k+1/2}}}} (chuỗi Ramanujan-Sato).

## Cú pháp và ngữ nghĩa

### Cú pháp
Một biểu thức được cấu tạo từ cú pháp. Do đó, nó phải đúng dạng: phép toán được phép có mặt trong biểu thức cần có lượng đúng số đầu vào, các ký tự cấu thành đều hợp lệ, thứ tự toán tử rõ ràng, vân vân. Tổ hợp ký hiệu nào không tuân theo cú pháp được xem là không đúng dạng và không được coi là một biểu thức toán học hợp lệ.
Lấy ví dụ, trong ký hiệu thông thường của số học, biểu thức {\displaystyle (a^{2}+b)\times c} đúng dạng, còn biểu thức {\displaystyle )x+,y(z} thì không.

### Ngữ nghĩa
Ngữ nghĩa học là môn nghiên cứu ý nghĩa của ngôn ngữ. Ngữ nghĩa học hình thức quân tâm đến ý nghĩa của mỗi biểu thức.
Trong đại số, biểu thức có thể dùng để chỉ một giá trị, mà bản thân nó phụ thuộc giá trị được gán cho các biến có trong biểu thức. Xác định giá trị giờ đây dựa vào ngữ nghĩa gắn liền với mỗi ký hiệu trong biểu thức. Lựa chọn ngữ nghĩa phải tùy vào ngữ cảnh của biểu thức. Cùng một biểu thức {\displaystyle 2+1\times 3} có thể có những giá trị khác nhau ({\displaystyle 5} hoặc {\displaystyle 9}) nếu thứ tự ưu tiên của phép toán trong ngữ cảnh được định nghĩa khác nhau.
Quy tắc ngữ nghĩa đôi khi cho phép một số biểu thức không cần chỉ bất kỳ giá trị nào (chẳng hạn như khi chia cho 0). Những biểu thức như thế được coi là có giá trị không xác định (không được định nghĩa), tuy nhiên, chúng vẫn đúng dạng theo cú pháp. Nhìn chung, ngữ nghĩa của biểu thức không chỉ giới hạn ở giá trị, mà đôi khi biểu thức có thể là một điều kiện logic, hoặc một phương trình sắp sửa được giải, hoặc bản thân nó cũng có thể được xem là một đối tượng toán học mà áp dụng được các biến đổi đại số theo các quy tắc nhất định. Một số biểu thức biểu thị giá trị và cùng lúc ràng buộc một điều kiện nào đó là đúng, chẳng hạn như biểu thức liên quan toán tử tổng trực tiếp {\displaystyle \oplus } trong đại số trừu tượng.

### Ngôn ngữ hình thức và phép tính lambda
Ngôn ngữ hình thức đưa đến hình thức hóa khái niệm biểu thức đúng dạng.
Năm 1930, một loại biểu thức mới, mang tên biểu thức lambda, đã xuất hiện trong quá trình hai ông Alonzo Church và Stephen Kleene hình thức hóa hàm số. Và đây trở thành nền tảng cho phép tính lambda, một hệ thống hình thức dùng trong logic toán học và lý thuyết ngôn ngữ lập trình.
Liệu hai biểu thức lambda có tương đương nhau không là một bài toán bất khả định. Bất khả định xảy ra tương tự với biểu thức biểu thị số thực cấu tạo từ số nguyên thông qua toán tử số học, hàm logarit và hàm số mũ (định lý Richardson).

## Biến số
Nhiều biểu thức toán học chứa biến số. Bất kỳ biến nào cũng rơi vào hai loại, hoặc là biến tự do hoặc là biến ràng buộc.
Với mỗi tổ hợp giá trị của biến tự do, một biểu thức có thể được tính giá trị, và trong một số tổ hợp giá trị của biến tự do, giá trị biểu thức đôi khi trở nên không xác định. Vì thế, một biểu thức đã biểu diễn một hàm số với đầu vào là các giá trị của biến tự do còn đầu ra là giá trị tương ứng của biểu thức.
Dễ thấy, biểu thức {\displaystyle x/y} có thể được tính với {\displaystyle x=10}, {\displaystyle y=5} và gieo giá trị {\displaystyle 2}, nhưng không xác định khi {\displaystyle y=0}.
Có thể thấy, việc tính giá trị biểu thức phụ thuộc định nghĩa của các toán tử toán học cũng như hệ thống giá trị đi kèm trong ngữ cảnh biểu thức hiện tại.
Hai biểu thức được nói là tương đương nhau khi với mỗi tổ hợp giá trị của biến tự do thì hai biểu thức luôn gieo cùng một giá trị, nghĩa là chúng biểu diễn cùng một hàm số. Ví dụ biểu thức:{\displaystyle \sum _{n=1}^{x}n^{2}}có một biến tự do {\displaystyle x}, một biến ràng buộc {\displaystyle n}, các hằng số {\displaystyle 1}, {\displaystyle 2}, {\displaystyle 3} cùng với phép nhân, phép lũy thừa, phép lấy tổng {\displaystyle \Sigma }.  Biểu thức này thật ra tương đương với một biểu thức dạng đóng được thể hiện bằng phương trình:{\displaystyle \sum _{n=1}^{x}n^{2}={\frac {x(x+1)(2x+1)}{6}}}

## Sách tham khảo
- Redden, John. Elementary Algebra Lưu trữ ngày 15 tháng 11 năm 2014 tại Wayback Machine. Flat World Knowledge, 2011.